# Долгоруков, Владимир Дмитриевич
Князь Владимир Дмитриевич Долгоруков (ок. 1638 — 17 июля 1701[по какому календарю?]) — русский военный и государственный деятель, стольник, наместник, воевода, окольничий и боярин. Рюрикович в XXIV колене, из княжеского рода Долгоруковы.
Сын боярина князя Дмитрия Алексеевича Долгорукова (ок. 1612—1673) от первого брака с Ириной Ильиничной Милославской (ок. 1616—1645), сестрой Марии Милославской, первой жены царя Алексея Михайловича. Имел брата комнатного стольника князя Ивана Дмитриевича и сестру княжну Дарью — жена малороссийского гетмана, боярина Ивана Мартыновича Брюховецкого.

## Биография
Родство с царской династией объясняет сравнительно быстрое продвижение по службе при царском дворе. Пожалован из стольников царицы Марии Ильиничны в царские стольники (12 февраля 1663). Чашник при приёме английского посла «перед Государём пить носил» (19 февраля 1664). Стольник, был при гробе царевича Симеона Алексеевича (03 июля 1669). Послан с золотым к князю Юрию Алексеевичу Долгорукову, в награду за усмирение Разинского бунта (1671). На свадьбе царя Алексея Михайловича упомянут в числе поезжан (22 января 1671). Ездил в Холмогоры за телом отца, умершего на воеводстве и привёз его в Москву (ноябрь 1673). В 1674 году пожалован из стольников в окольничие и назначен вторым воеводой в большой полк под командованием его родного дяди — знаменитого воеводы и боярина князя Юрия Алексеевича Долгорукова. Участвовал в заседании в селе Преображенское, обсуждавшие с царём государственные дела (18 ноября 1674). Исправлял дворцовые службы (1675—1680).
Новый царь Фёдор Алексеевич, расположенный к князю, пожаловал его в бояре (22 октября 1676). Имел некоторое влияние на молодого царя.
В 1678 году упоминается разрядами на воеводстве в Пскове. В 1679 году назначен воеводой в Казанском разряде и участвовал в походе русской рати в Киев против турок-османов. В 1680 году получил почётное звание наместника холмогорского. В следующем 1681 году стал руководителем Разбойного приказа.
Участвовал в Соборном заседании об отмене местничества (12 января 1682), указано быть начальником совета, который должен был привести в порядок родословные книги (1682). В 1682 году отправлен первым воеводой в Серпухов. В 1683 году командовал полками в Троицком походе. Воевода в Казани (07 августа 1684). Ближний боярин и наместник Черниговский, участвовал в Раде, избравшей Ивана Мазепу в гетманы (25 июля 1687). В 1687 и 1689 годах участвовал в двух неудачных походах князя В. В. Голицына на Крымское ханство. За службу получил золочёный кубок, кафтан золотой на соболях, 180 рублей денежной придачи и в вотчину в Ржевском уезде 200 дворов.
27 августа 1689 года[по какому календарю?] упоминается в свите правительницы Софьи Алексеевны, отправившейся в Троице-Сергиеву лавру для примирения с младшим братом, царём Петром, укрывшимся в монастыре. Молодой царь Пётр Алексеевич отказался встречаться с Софьей и приказал ей с полпути вернуться в Москву.
Активно участвуя в создании русского флота, за свой счёт построил несколько сорокапушечных кораблей. В середине сентября 1698 года подписал следственные документы по делу о стрелецком бунте. Считался одним из лучших знатоков лошадей в Московском царстве и внёс большой вклад в развитие русского коневодства.
Имел поместья и вотчины в Ярославском, Волоколамском, Тарусском, Юрьево-Польском и Московском уездах.
12 июля 1701 года[по какому календарю?] боярин князь Владимир Дмитриевич скончался и похоронен в Богоявленском монастыре.

## Семья
Трижды женат:
1. Татьяна Тимофеевна урождённая Ладыгина (около 1665), дочь Тимофея Дмитриевича Ладыгина.

Дети:
- Юрий Владимирович Долгоруков (1666—1707) — стольник и полковник,
- Василий Владимирович Долгоруков (1667—1746) — стольник и генерал-фельдмаршал,
- Михаил Владимирович Долгоруков (1667—1750).

2. Евдокия Львовна урождённая Ляпунова (около 1680), дочь воеводы Льва Прокофьевича Ляпунова, дневала при гробе царевны Татьяны Михайловны (27 августа и 12 сентября 1706).
Дети:
- Сергей Владимирович Долгоруков (ок. 1681 — ок. 1704),
- Иван Владимирович Долгоруков (род. 1683),
- Владимир Владимирович Долгоруков (ок. 1685—1750) — его жена Марья Абрамовна Хитрово, вдова (1742), закладывала двор в Москве.
- Ксения Владимировна Долгорукова — жена царевича Дмитрия Алексеевича Сибирского.
- Феодосия Владимировна Долгорукова — жена князя Петра Михайловича Голицына (1682—1722).

3. Мария Васильевна урождённая Пушкина († 1701) — дочь Василия Никитича Уса Пушкина и Евдокии, от брака с которой детей не имел.

## Критика
В надписи Богоявленского монастыря князь Владимир Дмитриевич назван — Афанасием.
Генеалог Г. А. Власьев приводит жен и детей в следующем порядке: 1-я — Пушкина (дочь Ксения), 2-я — Ладыгина (сын Михаил), 3-я — Ляпунова (сыновья: Семён, Василий, Григорий и Яков).
В Русском биографическом словаре показан год его рождения (1654), что неверно, так как он был царским стольником (1663), а до этого стольник у царицы, не возвели его же в эту должность в младенчестве. В Древней Российской вивлиофике дата смерти напечатана неверно (171), а у П. В. Долгорукова в Российской родословной книге и в Русском биографическом словаре указано (1701) и если это верно, то в Вивлиофике указано, что он жил 63 года, то год рождения (1638). В этом случае, получается опять несообразность, так как в стольники он был пожалован ранее 25 летнего возраста. Кроме того, в Вивлиофике, эти данные отнесены к боярину, князю Афанасию Дмитриевичу, из чего приходится делать предположение — не имел ли он ещё имя Афанасий, кроме Дмитрий. Такое скопление недоразумений не позволяют точно установить дату рождения.
В Вивлиофике в надписях Богоявленского монастыря записана боярыня, княгиня Евдокия Львовна (без обозначения фамилии) и вероятно она является женой князя Владимира Дмитриевича. Указания года её смерти (01 мая 1724) и продолжительность жизни 33 года, не оставляют сомнения, что это другое лицо или сделана большая ошибка, так как жена этого князя получила приданое (1676), кроме того князь умер (1701) и следовательно жене на то время было бы всего 10 лет.
В родословных показаны шесть сыновей: не вызывают сомнений князья Юрий, Василий, Михаил и Владимир, что касается двух князей — Сергея и Ивана, то можно сильно сомневаться в их сосуществовании, так как ни об одном из них, что касается деятельности, невозможно найти упоминаний. Князь Сергей упоминается, как совладелец села Картмазово (1704), только у Холмогорова, а князь Иван помещён в росписи Российской родословной книги П. В. Долгорукова, вообще без всяких о нём сведений и ссылок. Странно, что дети такого видного и заслуженного отца, родные братья тоже известнейшие деятели, не оставили о себе решительно ни какой памяти.
Князь Юрий Владимирович Долгоруков, оспаривая (1751), право владения князем Василием Михайловичем Долгоруковым подаренному последнему имения, тёткой его, княгиней Федосей Владимировной Голицыной, при своём прошении приложил родословную таблицу, из которой явствует, что у князя Владимира Дмитриевича ещё сын Александр, но ни Сергея ни Ивана — нет. Этого князя Александра нет ни в одном источнике и возможно, что в таблице сделана описка и надо читать или Сергей или Иван.